# Belimumab

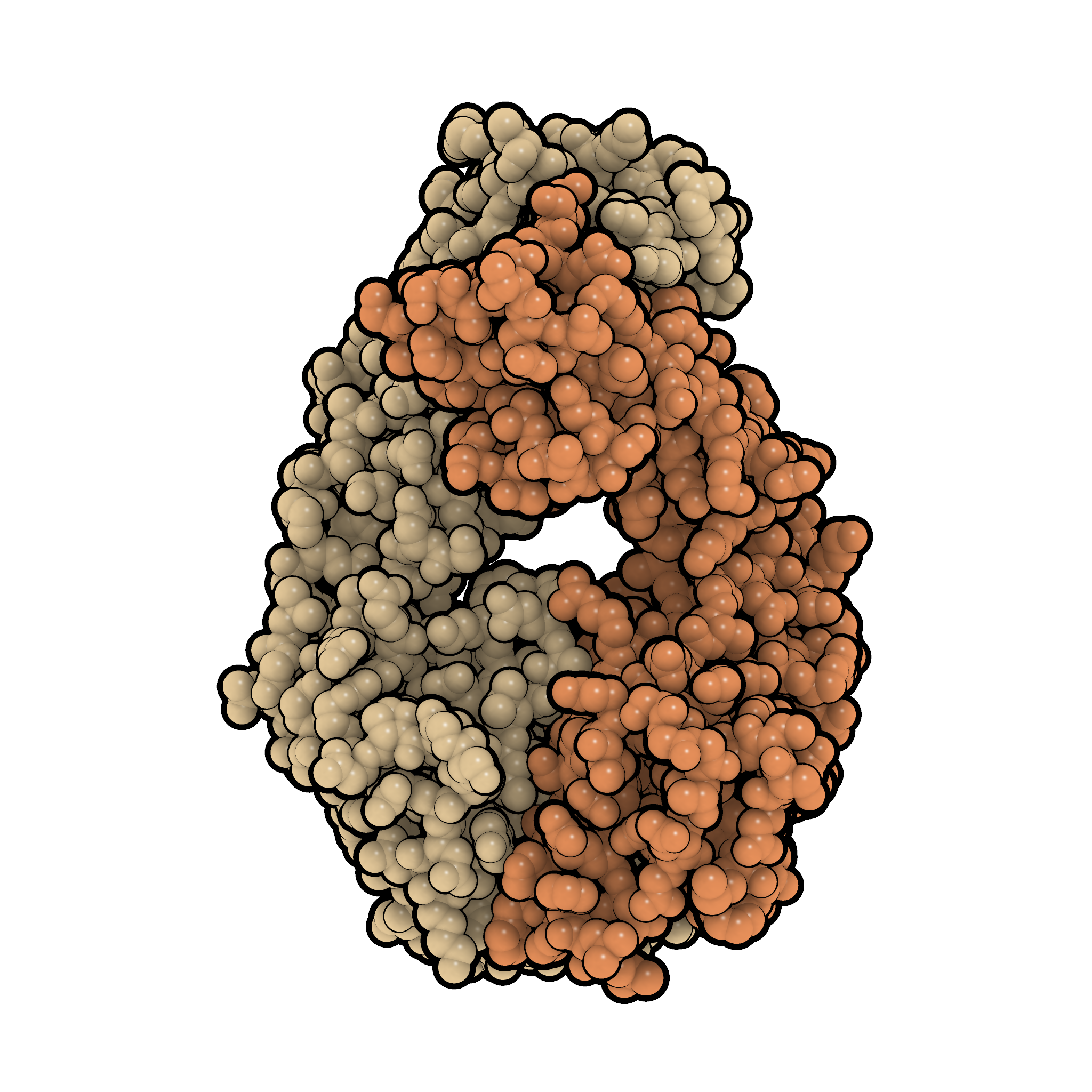
Belimumab 5Y9K

Le belimumab est un anticorps monoclonal ciblant une cytokine nommée BAFF, ayant un rôle essentiel pour la survie des lymphocytes B. Il est utilisé dans le traitement du lupus érythémateux disséminé sous le nom commercial de Benlysta des laboratoires GlaxoSmithKline.

## Mode d'action
Le BAFF intervient dans la maturation et la survie des lymphocytes B.
Les lymphocytes B à mémoire, n'ayant pas de récepteurs au BAFF, sont relativement préservés, ce qui permet une efficacité conservée des vaccinations.

## Administration
Elle se fait par voie intraveineuse, tous les quinze jours le premier mois puis tous les mois, les premières en milieu médicalisé en raison des risques de réaction.

## Efficacité
Il améliore les symptômes du lupus érythémateux disséminé,, surtout au niveau cutanée et musculo-squelettique, mais diminue également la dégradation de la fonction rénale, le taux de complications hématologiques ou immunologiques. Il semble d'autant plus efficace si la maladie est sévère, nécessite des corticoïdes ou s'il existe un taux abaissé du complément. L'efficacité semble se prolonger durant au moins plusieurs années.

## Effets secondaires
Il semble bien être toléré avec un taux d'effets secondaires proche de celui d'un placebo. Les effets secondaires les plus courants sont les douleurs articulaires, la survenue d'infections pulmonaires, les céphalées, la fatigue et les nausées.